# Luis Novas Terra
Luis Novas Terra, seudónimo de Ludwig Neulaender(1923-1979), fue un dramaturgo y periodista uruguayo. Nacido en Alemania, tuvo que emigrar a Uruguay en el año 1938-1939por la persecución nazi a la comunidad judía de la cual era parte.
Entre sus diferentes obras teatrales se recuerda M.M.Q.H, Uruguayos Campiones, Pan y Circo, Todos en París Conocen, Los Cuatro Musicantes, El Jazmín Azul, La Pulga del Porque, Una Vida Color Topacio, Antología del teatro uruguayo moderno, etc.
Su nombre también se asocia al de otros artistas uruguayos como Federico Wolff, Enrique Almada o Carlos Maggi. Era miembro del "teatro independiente" junto con Egon Friedler y Erich Stern.